# Wioślarstwo na Letnich Igrzyskach Olimpijskich 2012 – dwójka podwójna mężczyzn
Dwójka podwójna mężczyzn to jedna z konkurencji wioślarskich rozgrywanych podczas Letnich Igrzysk Olimpijskich 2012, która odbyła się między 28 lipca a 2 sierpnia na obiekcie Dorney Lake. Tytułu mistrzów olimpijskich z Pekinu nie obroniła australijska dwójka David Crawshay i Scott Brennan. Zwyciężyli Nowozelandczycy Nathan Cohen i Joseph Sullivan.

## Terminarz
| Data            | Godzina |            |
| --------------- | ------- | ---------- |
| 28 lipca 2012   | 10:30   | Eliminacje |
| 29 lipca 2012   | 9:30    | Repesaż    |
| 31 lipca 2012   | 12:20   | Półfinały  |
| 2 sierpnia 2012 | 9:50    | Finał B    |
| 2 sierpnia 2012 | 11:50   | Finał      |

## Wyniki

### Eliminacje
Trzy najlepsze załogi z każdego biegu awansują do półfinału. Pozostałe załogi automatycznie zostają zakwalifikowane do repesażu. 
Wyniki:
Bieg 1
| Pozycja | Tor | Zawodnicy                          | Państwo   | Czas    | Uwagi |
| ------- | --- | ---------------------------------- | --------- | ------- | ----- |
| 1       | 3   | Eric Knittel Stephan Krüger        | Niemcy    | 6:17.74 | Q     |
| 2       | 4   | Rolandas Maščinskas Saulius Ritter | Litwa     | 6:17.78 | Q     |
| 2       | 1   | Luka Špik Iztok Čop                | Słowenia  | 6:17.78 | Q     |
| 4       | 2   | David Crawshay Scott Brennan       | Australia | 6:21.25 |       |
| 5       | 5   | Michael Braithwaite Kevin Kowalyk  | Kanada    | 6:34.11 |       |

Bieg 2
| Pozycja | Tor | Zawodnicy                       | Państwo  | Czas    | Uwagi |
| ------- | --- | ------------------------------- | -------- | ------- | ----- |
| 1       | 4   | Nils Jakob Hoff Kjetil Borch    | Norwegia | 6:16.31 | Q     |
| 2       | 2   | Alessio Sartori Romano Battisti | Włochy   | 6:18.50 | Q     |
| 3       | 3   | Julien Bahain Cédric Berrest    | Francja  | 6:19.61 | Q     |
| 4       | 1   | Dmytro Michaj Artem Morozow     | Ukraina  | 6:49.70 |       |

Bieg 3
| Pozycja | Tor | Zawodnicy                    | Państwo         | Czas    | Uwagi |
| ------- | --- | ---------------------------- | --------------- | ------- | ----- |
| 1       | 3   | Nathan Cohen Joseph Sullivan | Nowa Zelandia   | 6:11.30 | , Q   |
| 2       | 2   | Bill Lucas Sam Townsend      | Wielka Brytania | 6:11.94 | Q     |
| 3       | 4   | Ariel Suárez Cristian Rosso  | Argentyna       | 6:13.68 | Q     |
| 4       | 1   | Jüri-Mikk Udam Geir Suursild | Estonia         | 6:33.88 |       |

### Repasaż
Pierwsze trzy osady zakwalifikują się do półfinału.
Wyniki:
| Pozycja | Tor | Zawodnicy                         | Państwo   | Czas    | Uwagi |
| ------- | --- | --------------------------------- | --------- | ------- | ----- |
| 1       | 2   | David Crawshay Scott Brennan      | Australia | 6:25.36 | Q     |
| 2       | 3   | Dmytro Michaj Artem Morozow       | Ukraina   | 6:30.19 | Q     |
| 3       | 1   | Michael Braithwaite Kevin Kowalyk | Kanada    | 6:30.74 | Q     |
| 4       | 4   | Jüri-Mikk Udam Geir Suursild      | Estonia   | 6:38.50 |       |

### Półfinały
Pierwsze trzy pierwsze osady z każdego półfinału zakwalifikują się do finału.
Wyniki:
Półfinał A
| Pozycja | Tor | Zawodnicy                       | Państwo       | Czas    | Uwagi |
| ------- | --- | ------------------------------- | ------------- | ------- | ----- |
| 1       | 5   | Ariel Suárez Cristian Rosso     | Argentyna     | 6:19.40 | Q     |
| 2       | 3   | Nathan Cohen Joseph Sullivan    | Nowa Zelandia | 6:19.79 | Q     |
| 3       | 2   | Alessio Sartori Romano Battisti | Włochy        | 6:20.68 | Q     |
| 4       | 4   | Eric Knittel Stephan Krüger     | Niemcy        | 6:22.54 |       |
| 5       | 1   | David Crawshay Scott Brennan    | Australia     | 6:23.47 |       |
| 6       | 6   | Dmytro Michaj Artem Morozow     | Ukraina       | 6:36.52 |       |

Półfinał B
| Pozycja | Tor | Zawodnicy                          | Państwo         | Czas    | Uwagi |
| ------- | --- | ---------------------------------- | --------------- | ------- | ----- |
| 1       | 5   | Luka Špik Iztok Čop                | Słowenia        | 6:19.97 | Q     |
| 2       | 4   | Rolandas Maščinskas Saulius Ritter | Litwa           | 6:21.62 | Q     |
| 3       | 2   | Bill Lucas Sam Townsend            | Wielka Brytania | 6:22.47 | Q     |
| 4       | 3   | Nils Jakob Hoff Kjetil Borch       | Norwegia        | 6:22.88 |       |
| 5       | 1   | Julien Bahain Cédric Berrest       | Francja         | 6:29.61 |       |
| 6       | 6   | Michael Braithwaite Kevin Kowalyk  | Kanada          | 6:38.94 |       |

### Finały

#### Finał B
Wyniki:
| Pozycja | Tor | Zawodnicy                         | Państwo   | Czas    | Uwagi |
| ------- | --- | --------------------------------- | --------- | ------- | ----- |
| 1       | 4   | Nils Jakob Hoff Kjetil Borch      | Norwegia  | 6:20.82 |       |
| 2       | 5   | David Crawshay Scott Brennan      | Australia | 6:22.19 |       |
| 3       | 3   | Eric Knittel Stephan Krüger       | Niemcy    | 6:23.36 |       |
| 4       | 2   | Julien Bahain Cédric Berrest      | Francja   | 6:26.44 |       |
| 5       | 1   | Dmytro Michaj Artem Morozow       | Ukraina   | 6:31.51 |       |
| 6       | 6   | Michael Braithwaite Kevin Kowalyk | Kanada    | 6:32.61 |       |

#### Finał A
Wyniki:
| Pozycja | Tor | Zawodnicy                          | Państwo         | Czas    | Uwagi  |
| ------- | --- | ---------------------------------- | --------------- | ------- | ------ |
| 1       | 5   | Nathan Cohen Joseph Sullivan       | Nowa Zelandia   | 6:31.67 | złoto  |
| 2       | 6   | Alessio Sartori Romano Battisti    | Włochy          | 6:32.80 | srebro |
| 3       | 3   | Luka Špik Iztok Čop                | Słowenia        | 6:34.35 | brąz   |
| 4       | 4   | Ariel Suárez Cristian Rosso        | Argentyna       | 6:36.36 |        |
| 5       | 1   | Bill Lucas Sam Townsend            | Wielka Brytania | 6:40.54 |        |
| 6       | 2   | Rolandas Maščinskas Saulius Ritter | Litwa           | 6:42.96 |        |